# Phyllomedusa tetraploidea
Phyllomedusa tetraploidea là một loài ếch thuộc họ Nhái bén.
Loài này có ở Argentina, Brasil, và Paraguay.
Môi trường sống tự nhiên của chúng là rừng ẩm vùng đất thấp nhiệt đới hoặc cận nhiệt đới, đầm nước ngọt, vùng đồng cỏ, và rừng thoái hóa nghiêm trọng.
Chúng hiện đang bị đe dọa vì mất môi trường sống.